# Brachytrachelopan
Brachytrachelopan mesai
Genre
Espèce
Brachytrachelopan est un genre éteint de dinosaures sauropodes diplodocoïdes, de la famille des Dicraeosauridae. Il a vécu en Argentine à la fin du Jurassique supérieur, au Tithonien, soit il y a environ 150 Ma (millions d'années).
Il en existe une seule espèce, l'espèce type, Brachytrachelopan mesai, décrite en 2005 par Oliver Rauhut et ses collègues,. 

## Étymologie
Le nom de genre Brachytrachelopan est composé des mots du grec ancien  « trakheía », « trachée-artère » et « Brakhús », « court » associé au nom du dieu Pan, protecteur des bergers et des troupeaux. Ce nom rappelle la longueur très limitée, pour un sauropode, du cou de Brachytrachelopan, et le fait que les fossiles ont été découverts par un berger. Le nom de ce berger, Daniel Mesa, se retrouve dans le nom latinisé de l'espèce : mesai.

## Description

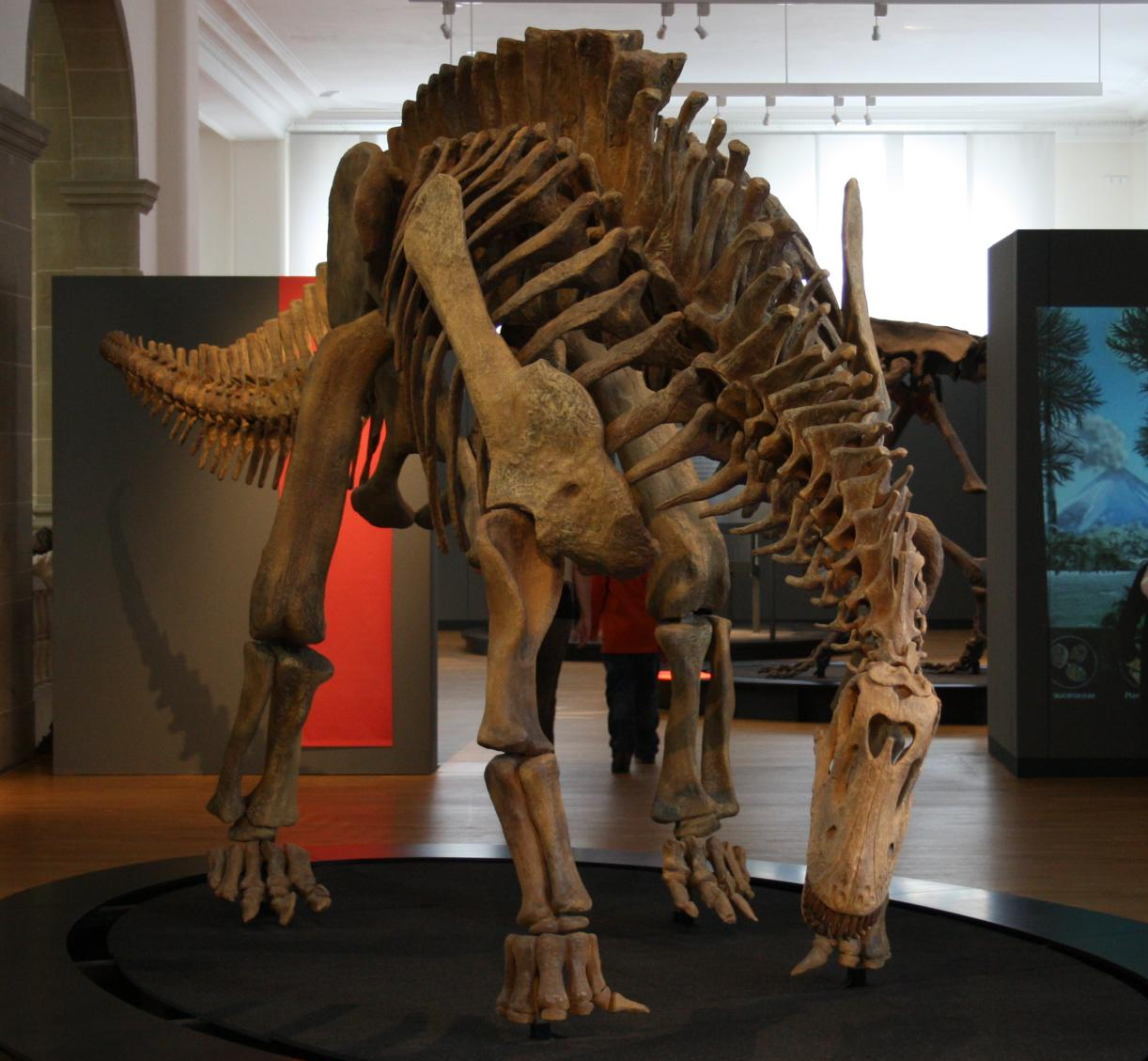
Moulage d'une reconstitution du squelette de Brachytrachelopan mesai.

Brachytrachelopan est un des plus petits sauropodes, il mesure environ 10 mètres de long, et l'examen de ses vertèbres a confirmé que l'animal retrouvé était adulte.
Parmi les sauropodes, les Dicraeosauridae sont les animaux possédant les cous les moins longs et Brachytrachelopan est le dicraeosauridé au cou le plus court (environ 40% plus court que celui des autres membres de sa famille), il possède donc ainsi le cou le plus court parmi tous les sauropodes.

## Paléoécologie
Rauhut et ses collègues en 2005 ont pointé les tendances inverses dans l'évolution de la longueur du cou des sauropodes. Chez les dicraeosauridés celui-ci se réduit, tandis qu'il s'allonge chez la plupart des autres clades de sauropodes (brachiosauridés, titanosauriens, diplodocidés, etc.) Les dicraeosauridés « se sont progressivement adaptés à une alimentation spécialisée sur certains types de plantes peu élevées ».
De plus, chez Brachytrachelopan, la morphologie des arches vertébrales postérieures indiqueraient que ses possibilités de flexion au niveau du dos étaient très réduites. Ceci pourrait être lié à une spécialisation de consommation de plantes « poussant à une hauteur entre 1 et 2 mètres ».

## Classification

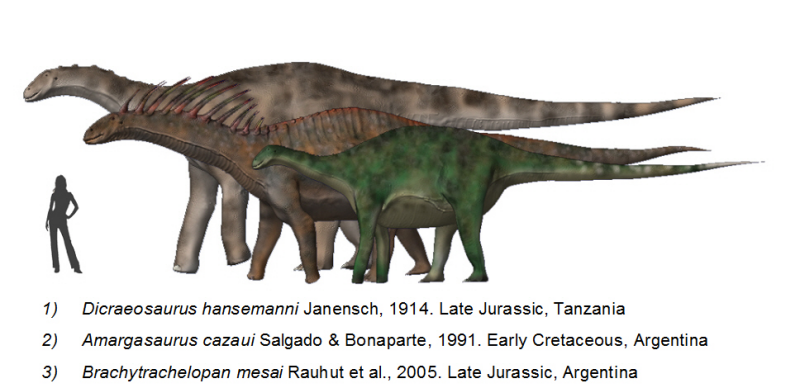
Comparaison de taille entre trois dicraeosauridés : Dicraeosaurus, Amargasaurus et Brachytrachelopan,
et un humain.

### Cladogramme
Le cladogramme ci-dessous, limité aux Dicraeosauridae, est issu de l'analyse phylogénétique des Diplodocoidea réalisée par Emanuel Tschopp, Octavio Mateus et Roger B.J. Benson en 2015. Il présente la position de Brachytrachelopan au sein des dicraeosauridés :
|  | Suuwassea emilieae     |
|  |                        |
|  | Dystrophaeus viaemalae |
|  |                        |

|  | Brachytrachelopan mesai                                                          |
|  |                                                                                  |
|  | \| \| Amargasaurus cazaui \| \| \| \| \| \| Dicraeosaurus hansemanni \| \| \| \| |
|  |                                                                                  |
|  | Amargasaurus cazaui                                                              |
|  |                                                                                  |
|  | Dicraeosaurus hansemanni                                                         |
|  |                                                                                  |

|  | Amargasaurus cazaui      |
|  |                          |
|  | Dicraeosaurus hansemanni |
|  |                          |

|  | Suuwassea emilieae     |
|  |                        |
|  | Dystrophaeus viaemalae |
|  |                        |

|  | Brachytrachelopan mesai                                                          |
|  |                                                                                  |
|  | \| \| Amargasaurus cazaui \| \| \| \| \| \| Dicraeosaurus hansemanni \| \| \| \| |
|  |                                                                                  |
|  | Amargasaurus cazaui                                                              |
|  |                                                                                  |
|  | Dicraeosaurus hansemanni                                                         |
|  |                                                                                  |

|  | Amargasaurus cazaui      |
|  |                          |
|  | Dicraeosaurus hansemanni |
|  |                          |

|  | Suuwassea emilieae     |
|  |                        |
|  | Dystrophaeus viaemalae |
|  |                        |

|  | Brachytrachelopan mesai                                                          |
|  |                                                                                  |
|  | \| \| Amargasaurus cazaui \| \| \| \| \| \| Dicraeosaurus hansemanni \| \| \| \| |
|  |                                                                                  |
|  | Amargasaurus cazaui                                                              |
|  |                                                                                  |
|  | Dicraeosaurus hansemanni                                                         |
|  |                                                                                  |

|  | Amargasaurus cazaui      |
|  |                          |
|  | Dicraeosaurus hansemanni |
|  |                          |

|  | Suuwassea emilieae     |
|  |                        |
|  | Dystrophaeus viaemalae |
|  |                        |

|  | Brachytrachelopan mesai                                                          |
|  |                                                                                  |
|  | \| \| Amargasaurus cazaui \| \| \| \| \| \| Dicraeosaurus hansemanni \| \| \| \| |
|  |                                                                                  |
|  | Amargasaurus cazaui                                                              |
|  |                                                                                  |
|  | Dicraeosaurus hansemanni                                                         |
|  |                                                                                  |

|  | Amargasaurus cazaui      |
|  |                          |
|  | Dicraeosaurus hansemanni |
|  |                          |